# BLEACH BERRY BEST
『BLEACH BERRY BEST』（ブリーチ・ベリー・ベスト）は、アニメ『BLEACH』の主題歌を収録した3作目のコンピレーション・アルバム。2010年12月1日に発売された。

## リリース
2010年12月1日に、2011年5月31日までの期間限定生産盤としてアニプレックスから発売された。CDには、2008年10月
から2010年10月までにテレビアニメ『BLEACH』で使用されたオープニングテーマおよびエンディングテーマと、劇場版の主題歌（「今宵、月が見えずとも」）を含む全13曲が収録された 。付属のDVDには、ノンクレジットのオープニング映像およびエンディング映像が収録された。また、ボックス仕様のパッケージ、ブックレット、ピンナップセットなどが特典として付属した。

## プロモーション
発売に際し、タワーレコードでは同社が発行するフリーペーパー『TOWER』12月5日発行号の表紙に、『BLEACH』の描き下ろしコラボイラストが採用されたほか、本アルバムの購入者に先着特典としてこのイラストを用いたオリジナルポスターを配布する企画が実施された。アニメ！アニメ！は「アニメ音楽に力を入れるタワーレコードらしい試み」と伝えた。また、タワーレコード渋谷店・新宿店では、2010年11月30日から12月13日まで、「BLEACH BERRY BESTパネル展」が開催された。

## 批評
CDJournal WEBは、「歌手名で見ると、〔中略〕強烈な印象のある個性派が多いが、アニメ主題歌として楽曲をまとめて聴くと違和感がなくなる。ここがアニメ・ソングの魔法であり魅力でもあり、不思議でもある。」と評している。
タワーレコードのフリーペーパー『TOWER』は、「楽曲群をざっと眺めただけでも、アニメ｢BLEACH｣の本気さと熱の入れようが伝わってくる」と評している。また、連載10周年を控えた「節目の年にリリースされる『BLEACH BERRY BEST』は、 これまでの｢BLEACH｣とこれからの｢BLEACH｣を繋ぐ、ひとつのターニングポイントになるのかもしれない。 記憶に残る懐かしいメロディが、当時の思い出を鮮やかに蘇らせるように、｢BLEACH｣もきっとかつてを懐かしく思い出す―― そんな記憶の一部分になる。」と述べている。

## チャート成績
オリコンの調べによると、本アルバムは発売初週に26,416枚の推定週間売上を記録し、2010年12月13日付週間アルバムランキングにおいて第7位にランクインした。

## 収録内容
| #         | タイトル                              | 作詞            | 作曲                    | 編曲                        | アーティスト       | 時間  |
| --------- | ------------------------------------- | --------------- | ----------------------- | --------------------------- | ------------------ | ----- |
| 1.        | 「Velonica」                          | 太志            | Aqua Timez              |                             | Aqua Timez         | 4:39  |
| 2.        | 「ヒトヒラのハナビラ」                | AIMI            | AIMI                    | ステレオポニー R'dh+        | ステレオポニー     | 3:35  |
| 3.        | 「Sky chord 〜大人になる君へ〜」      | 辻詩音          | 辻詩音                  | 辻詩音 mw                   | 辻詩音             | 4:23  |
| 4.        | 「少女S」                             | TOMOMI          | Yuichi Tajika           | Ken Iijima                  | SCANDAL            | 3:11  |
| 5.        | 「君を守って 君を愛して」             | 山口隆          | 山口隆                  | サンボマスター              | サンボマスター     | 4:46  |
| 6.        | 「Mad Surfer」                        | 浅井健一        | 浅井健一                |                             | 浅井健一           | 3:22  |
| 7.        | 「アニマロッサ」                      | 岡野昭仁        | 岡野昭仁                | ak.homma ポルノグラフィティ | ポルノグラフィティ | 4:33  |
| 8.        | 「さくらびと」                        | 石田順三        | 石田順三                | 坂本昌之 SunSet Swish       | SunSet Swish       | 5:23  |
| 9.        | 「旅立つキミへ」                      | kanako kato RSP | RSP Jeff Miyahara Pochi | Jeff Miyahara Pochi         | RSP                | 4:01  |
| 10.       | 「chAngE」                            | miwa            | miwa                    | NAOKI-T                     | miwa               | 4:07  |
| 11.       | 「STAY BEAUTIFUL」                    | Diggy-MO'       | Diggy-MO' JUNKOO        | Diggy-MO' JUNKOO            | Diggy-MO'          | 4:43  |
| 12.       | 「echoes」                            | haru            | haru 板垣祐介           | 板垣祐介 universe           | universe           | 4:41  |
| 13.       | 「今宵、月が見えずとも」(Bonus Track) | 新藤晴一        | 岡野昭仁                | ak.homma ポルノグラフィティ | ポルノグラフィティ | 4:14  |
| 合計時間: | 合計時間:                             | 合計時間:       | 合計時間:               | 合計時間:                   | 合計時間:          | 55:38 |

| #   | タイトル                         | 作詞 | 作曲・編曲 | アーティスト       |
| --- | -------------------------------- | ---- | ---------- | ------------------ |
| 1.  | 「Velonica」                     |      |            | Aqua Timez         |
| 2.  | 「ヒトヒラのハナビラ」           |      |            | ステレオポニー     |
| 3.  | 「Sky chord 〜大人になる君へ〜」 |      |            | 辻詩音             |
| 4.  | 「少女S」                        |      |            | SCANDAL            |
| 5.  | 「君を守って 君を愛して」        |      |            | サンボマスター     |
| 6.  | 「Mad Surfer」                   |      |            | 浅井健一           |
| 7.  | 「アニマロッサ」                 |      |            | ポルノグラフィティ |
| 8.  | 「さくらびと」                   |      |            | SunSet Swish       |
| 9.  | 「旅立つキミへ」                 |      |            | RSP                |
| 10. | 「chAngE」                       |      |            | miwa               |
| 11. | 「STAY BEAUTIFUL」               |      |            | Diggy-MO'          |
| 12. | 「echoes」                       |      |            | universe           |